# Ctenotus nullum
Ctenotus nullum (гребневухий сцинк-нуллум) — вид сцинкоподібних ящірок родини сцинкових (Scincidae). Ендемік Австралії.

## Поширення і екологія
Гребневухі сцинки-нуллуми мешкають на південному сході півострова Кейп-Йорк в штаті Квінсленд, в околицях Лаури та Куктауна. Вони живуть в сухих рідколіссях, серед пісковикових скель і грантних валунів.